# Torrejón de Ardoz
Torrejón de Ardoz là một đô thị của Tây Ban Nha. Đô thị này có diện tích  km², dân số 11.000 người. Torrejón de Ardoz là một phần của vùng đô thị Madrid.
Torrejon de Ardoz có cự ly 20 km về phía đông của Madrid trên đường cao tốc NII (Madrid-Barcelona). Nó bản chất là một thị xẫ của các khu dân cư, chủ yếu bao gồm các căn hộ. Có thể đến đây đến bằng xe buýt từ Av. de América trạm xe buýt ở Madrid (khoảng 20 phút) hoặc bằng xe lửa ngoại ô ga Madrid Atocha.
Trung tâm truyền hình vệ tinh Liên minh châu Âu, một cơ quan của Liên minh châu Âu, nằm trong Torrejon de Ardoz.
Trong cuộc nội chiến Tây Ban Nha, nó là nơi diễn ra một vụ thảm sát của binh sĩ và dân thường chống-Cộng hòa Quốc gia bị cáo buộc bởi các thành viên của Đảng Cộng sản, được cho là hành động theo lệnh của Santiago Carrillo.
Ngoài ra còn có một căn cứ không quân quân Torrejon de Ardoz. Căn cứ này tiếp nhận được các máy bay phản lực thương mại, và đường băng của nó có thể được nhìn thấy bên phải khi hạ cánh tại sân bay Barajas của ở Madrid. Trong nhiều năm, không quân Mỹ chiếm đóng các cơ sở theo các thỏa thuận được thực hiện với Francisco Franco, bảo vệ sườn phía nam của NATO. Một trong những cơ sở bầu cử của Đảng Tây Ban Nha Felipe González lao động xã hội (PSOE) là đóng cửa cơ sở để các cánh máy bay chiến đấu Mỹ. Giữ lời hứa cuộc bầu cử của mình, sau đó phi đội bay chiến thuật 401 cho thuê không được gia hạn và F-16 máy bay chiến đấu cánh trái cơ sở trong nineties rất sớm.
Đây cũng là nơi sinh của Toronto Raptors về phía trước Garbajosa Jorge, tiền vệ Real Madrid Guti và đô vật chuyên nghiệp Glenn Jacobs, được biết nhiều hơn với tên thi đấu của ông là Kane.